# Ephraim Fombi
 (signalé en mai 2025).
Si vous disposez d'ouvrages ou d'articles de référence ou si vous connaissez des sites web de qualité traitant du thème abordé ici, merci de compléter l'article en donnant les références utiles à sa vérifiabilité et en les liant à la section « Notes et références ».
- Archive Wikiwix
- Bing
- Cairn
- DuckDuckGo
- E. Universalis
- Gallica
- Google
- G. Books
- G. News
- G. Scholar
- Persée
- Qwant
- (zh) Baidu
- (ru) Yandex
- (wd) trouver des œuvres sur Wikidata

 (octobre 2022).
Ephraim Fombi, né en 1947 à Mbengwi (département de la Momo, Cameroun) est un homme politique camerounais qui a été parlementaire à l'Assemblée nationale de 1992 à 1997. Il est membre du parti RDPC. 

## Biographie
Ephraim Fombi est né à Mbengwi, dans la région du Nord-Ouest. Il était technicien de profession. Il a ouvert son premier magasin à Bamenda. Il a ensuite ouvert le collège technique Momo à Mbengwi et s'y est installé. Pendant son séjour à Mbengwi, il a ouvert la plus grande librairie. Il a été élu à l'Assemblée nationale en 1992, où il a servi jusqu'en 1997 sous la plateforme du parti RDPC. En 1992, en raison d'allégations de fraude par le parti au pouvoir lors des élections présidentielles, tous ses biens ont été brûlés, y compris l'école qui comptait environ 700 élèves.
Ephraim Fombi est actuellement le directeur de CAMECO qui est une société contractante qui exécute des contrats gouvernementaux. 

## Vie privée
Il est marié à Roseline Fombi, et ensemble, ils ont sept enfants.